# Donald Brown
Donald Eugene Brown II (19 de junho de 1985, Atlantic Highlands, Nova Jérsei) é um jogador de futebol americano aposentado que atuava na posição de running back na National Football League. Brown estudou na Red Bank Catholic High School em Red Bank no estado americano de Nova Jérsei. Enquanto atuou nessa escola, Brown correu para 2.032 jardas e fez 27 touchdowns.

## Carreira universitária
Donald Brown jogou futebol americano pela University of Connecticut. Ele saiu da UConn como lider em todos os tempos em jardas com 3,800. Veloz e agil, Brown destacou-se por sua mobilidade, por sua inteligência e por não ter medo do jogo físico com os adversários. Porém mostrou-se fraco atuando nos bloqueios e por sua falta de explosão de velocidade. Mesmo assim em seu terceiro ano na NCAA, Donald Brown foi o que mais obteve jardas terrestres naquela temporada.  
Depois de 3 temporadas excepcionais por Connecticut, Brown decidiu não fazer o ultimo ano da faculdade para se inscrever no Draft da NFL.
Em janeiro de 2009, Donald Brown foi nomeado Eastern College Athletic Conference Player Of The Year.

### Prêmios na universidade
- 2008 Big East Offensive Player of the Year;
- 2009 International Bowl MVP;

- 2006 Second team All Big East
- 2008 First team All Big East
- 2008 Sports Illustrated First team All-American
- 2008 Walter Camp Second team All-American
- 2008 AP Second team All-American

## NFL

### Indianapolis Colts
Donald Brown foi selecionado no primeiro round do draft de 2009 da NFL como 27ª escolha do Indianapolis Colts. Ele tornou-se o primeiro jogador da University of Connecticut a ser selecionado no primeiro round do draft da National Football League. Em 2 de agosto de 2009, Brown assinou um contrato de cinco anos com os Colts.
Em 21 de setembro de 2009, Donald Brown marcou seu primeiro touchdown na carreira em um jogo válido pela temporada regular da NFL na vitória dos Colts sobre o Miami Dolphins pelo placar de 27 a 23 em pleno Monday Night Football. Em 19 de dezembro de 2010, Donald teve o primeiro jogo da carreira com mais de 100 jardas na vitória por 34 a 24 sobre o Jaguars.
Brown teve mais tempo de jogo na temporada de 2011. Na semana 15, na vitória sobre o Tennessee Titans por 27 a 13, ele correu 16 vezes para 161 jardas e marcou um touchdown de 80 jardas numa corrida no quarto período para dar a vitória a Indianápolis.
Sua temporada de 2012 foi marcada por contusões, e ele acabou sendo substituído por Vick Ballard. Ele acabou anotando apenas um touchdown no ano inteiro.
Brown não fora designado titular dos Colts em 2013. Porém na semana 13, ele acabou sendo praticamente o titular absoluto, devido a contusões e baixa produção dos outros jogadores. Ele terminou o ano com 537 jardas e anotou 6 TDs.

### San Diego Chargers

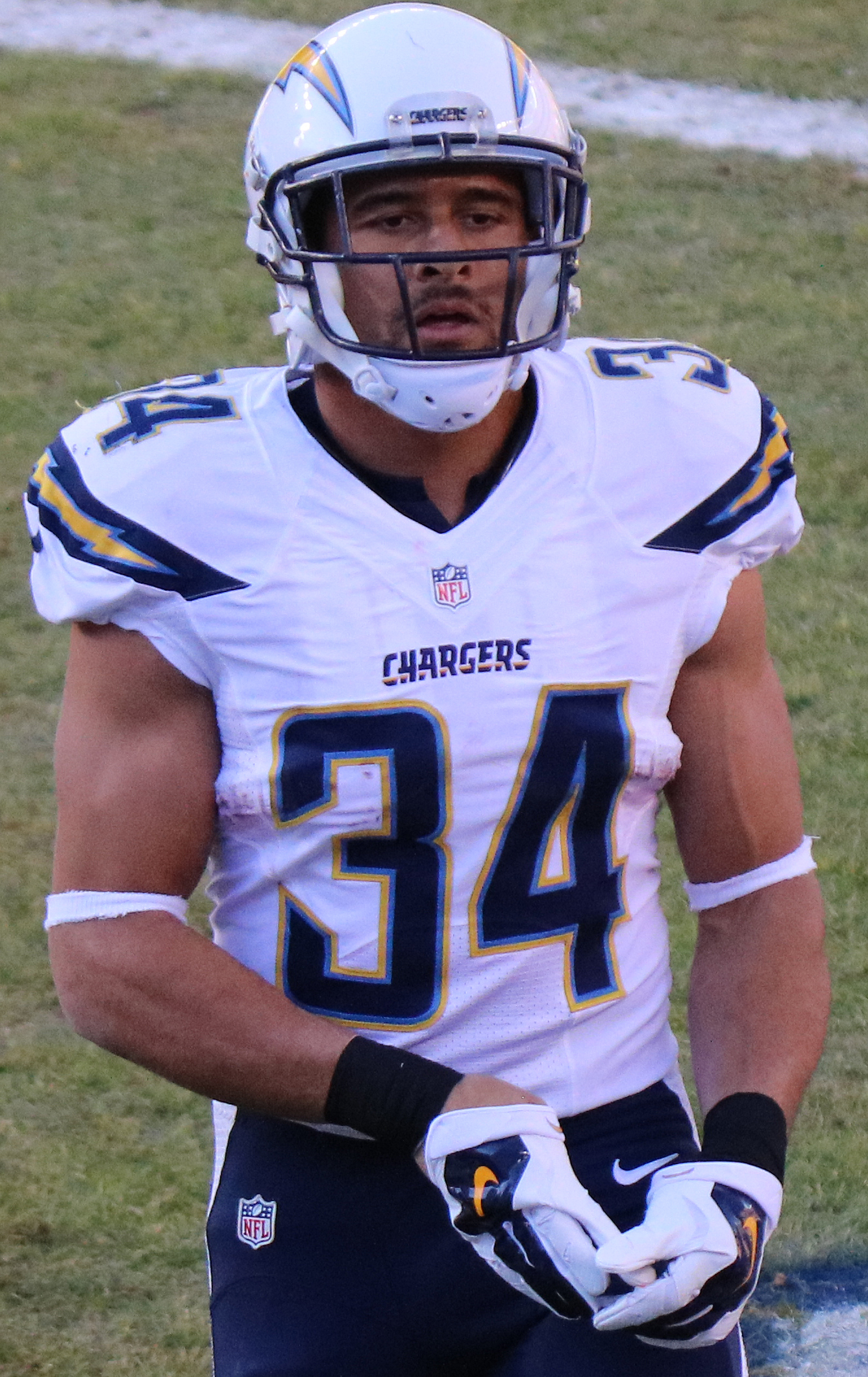
Brown com a camisa dos Chargers.

Em 11 de março de 2014, Brown assinou um contrato de três anos valendo US$10,5 milhões de dólares com o San Diego Chargers.